# Динамо (Київ) у сезоні 1974
| «Динамо» (Київ) у сезоні 1974 | «Динамо» (Київ) у сезоні 1974        |
| ----------------------------- | ------------------------------------ |
|                               |                                      |
| Ліга                          | вища                                 |
| Місце в лізі                  | перше                                |
| Раунд у кубку                 | переможець                           |
| Раунд у єврокубку             | переможець                           |
| Старший тренер                | Валерій Лобановський                 |
| Начальник команди             | Олег Базилевич                       |
| Тренер                        | Анатолій Пузач                       |
| Стадіон                       | Республіканський                     |
| Капітан                       | Віктор Колотов                       |
| Найбільше матчів              | Михайло Фоменко Стефан Решко (по 38) |
| Бомбардир                     | Олег Блохін (26)                     |

У сезоні 1974 року київське «Динамо» зробило дубль. Під керівництвом Валерія Лобановського і Олега Базилевича команда здобула перемоги в чемпіонаті і кубку СРСР. Восени, як фіналіст торішнього розіграшу національного кубка, клуб стартував у Кубку володарів кубків європейських країн.

## Чемпіонат
Першість 1974 року тривала з 12 квітня по 21 листопада. Участь у змаганні взяли 16 команд.
Вдома «Динамо» набрало 28 очок із 30 можливих: тринадцять перемог і два матчі завершилися внічию. У більшості ігор на виїзді було зафіксовано нічиї: у десяти випадках з п'ятнадцяти. Після сьомого туру клуб одноосібно очолив турнірну таблицю і вже не опускався з першого місця до завершення змагання.
У всіх матчах чемпіонату брали участь захисники Михайло Фоменко і Стефан Решко. Третій раз поспіль найкращим бомбардиром турніру став Олег Блохін (20 забитих м'ячів).
Кияни вшосте стали найкращою командою ліги. Золоті медалі отримали тринадцять футболістів: Євген Рудаков, Михайло Фоменко, Віктор Матвієнко, Стефан Решко, Володимир Трошкін, Леонід Буряк, Віктор Колотов, Володимир Веремєєв, Володимир Мунтян, Віктор Маслов, Олег Блохін, Володимир Онищенко і Анатолій Шепель.
| М  | Команда                    | І  | В  | Н  | П  | М     | О  |
| -- | -------------------------- | -- | -- | -- | -- | ----- | -- |
|    | «Динамо» (Київ)            | 30 | 14 | 12 | 4  | 49-24 | 40 |
|    | «Спартак» (Москва)         | 30 | 15 | 9  | 6  | 41-23 | 39 |
|    | «Чорноморець» (Одеса)      | 30 | 12 | 11 | 7  | 35-31 | 35 |
| 4  | «Торпедо» (Москва)         | 30 | 13 | 7  | 10 | 35-28 | 33 |
| 5  | «Арарат» (Єреван)          | 30 | 11 | 10 | 9  | 37-28 | 32 |
| 6  | «Динамо» (Москва)          | 30 | 10 | 11 | 9  | 42-33 | 31 |
| 7  | «Зеніт» (Ленінград)        | 30 | 8  | 15 | 7  | 36-41 | 31 |
| 8  | «Пахтакор» (Ташкент)       | 30 | 10 | 10 | 10 | 45-44 | 30 |
| 9  | «Динамо» (Тбілісі)         | 30 | 8  | 14 | 8  | 29-34 | 30 |
| 10 | «Дніпро» (Дніпропетровськ) | 30 | 9  | 11 | 10 | 31-39 | 29 |
| 11 | «Карпати» (Львів)          | 30 | 8  | 12 | 10 | 33-33 | 28 |
| 12 | «Шахтар» (Донецьк)         | 30 | 8  | 12 | 10 | 31-35 | 28 |
| 13 | ЦСКА (Москва)              | 30 | 7  | 12 | 11 | 28-33 | 26 |
| 14 | «Зоря» (Ворошиловград)     | 30 | 8  | 10 | 12 | 32-41 | 26 |
| 15 | «Кайрат» (Алма-Ата)        | 30 | 8  | 10 | 12 | 37-47 | 26 |
| 16 | «Ністру» (Кишинів)         | 30 | 4  | 8  | 18 | 32-59 | 16 |

Тур за туром:
Домашні матчі:
Матчі на виїзді:

## Кубок
| Етап | Господар           | Рахунок | Гість              |
| ---- | ------------------ | ------- | ------------------ |
| 1/4  | «Дніпро»           | 2:3     | «Динамо» (Київ)    |
| 1/4  | «Динамо» (Київ)    | 2:1     | «Дніпро»           |
| 1/2  | «Динамо» (Київ)    | 1:0     | «Динамо» (Тбілісі) |
| 1/2  | «Динамо» (Тбілісі) | 0:0     | «Динамо» (Київ)    |

Фінал
| 10 серпня 18:00 |

| «Динамо»                             | 3 – 0 | «Зоря» |
| ------------------------------------ | ----- | ------ |
| Мунтян 92' Блохін 102' Онищенко 118' | Звіт  |        |

| Центральний стадіон (Москва) Глядачів: 60 000 Арбітр: Валентин Ліпатов (Москва) |

«Динамо»: Євген Рудаков (Валерій Самохін, 119), Леонід Буряк (Анатолій Шепель, 91), Віктор Матвієнко, Михайло Фоменко, Стефан Решко, Володимир Трошкін, Володимир Мунтян, Володимир Онищенко, Віктор Колотов (к), Володимир Веремєєв, Олег Блохін.
«Зоря»: Олександр Ткаченко, Микола Пінчук, Володимир Малигін, Сергій Кузнецов, Юрій Васенін, Олександр Журавльов, Віктор Кузнецов (к), Володимир Білоусов (Сергій Андрєєв, 65), Юрій Єлісєєв (Анатолій Павлов, 105), Анатолій Куксов, Віктор Стульчин.

## Кубок кубків
1/16 фіналу. Суперник — ЦСКА «Септемврийско знаме» (Софія, Болгарія).
| Перший матч 18 вересня |

| «Динамо»   | 1 – 0 | ЦСКА |
| ---------- | ----- | ---- |
| Блохін 57' | Звіт  |      |

| Республіканський стадіон (Київ) Глядачів: 75 000 Арбітр: Орхан Джебе (Туреччина) |

| Другий матч 2 жовтня |

| ЦСКА | 0 – 1 | «Динамо»   |
| ---- | ----- | ---------- |
|      | Звіт  | Блохін 81' |

| «Васил Левський» (Софія) Глядачів: 35 000 Арбітр: Гюнтер Меннінг (НДР) |

1/8 фіналу. Суперник — «Айнтрахт» (Франкфурт-на-Майні, ФРН).
| Перший матч 23 жовтня |

| «Айнтрахт»                    | 2 – 3 | «Динамо»                           |
| ----------------------------- | ----- | ---------------------------------- |
| Ніккель 2' Кербель 64' (пен.) | Звіт  | Онищенко 32' Блохін 83' Мунтян 87' |

| «Вальдштадіон» (Франкфурт-на-Майні) Глядачів: 25 000 Арбітр: Коррея (Португалія) |

| Другий матч 5 листопада |

| «Динамо»         | 2 – 1 | «Айнтрахт» |
| ---------------- | ----- | ---------- |
| Онищенко 1', 37' | Звіт  | Рорбах 46' |

| Республіканський стадіон (Київ) Глядачів: 60 000 Арбітр: Хірвініємі (Фінляндія) |

## Підсумки сезону
| Турнір                 | І  | В  | Н  | П | М     | О  |
| ---------------------- | -- | -- | -- | - | ----- | -- |
| Чемпіонат СРСР         | 30 | 14 | 12 | 4 | 49-24 | 40 |
| Кубок СРСР             | 5  | 4  | 1  | 0 | 9-3   | 9  |
| Кубок володарів кубків | 4  | 4  | 0  | 0 | 7-3   | 8  |
| Усього                 | 39 | 22 | 13 | 4 | 65-30 | 57 |

| Футболіст              | Ліга     | Ліга     | Кубок    | Кубок    | КВК      | КВК      | Усього   | Усього   |
| Футболіст              | Ігри     | Голи     | Ігри     | Голи     | Ігри     | Голи     | Ігри     | Голи     |
| Воротарі               | Воротарі | Воротарі | Воротарі | Воротарі | Воротарі | Воротарі | Воротарі | Воротарі |
| ---------------------- | -------- | -------- | -------- | -------- | -------- | -------- | -------- | -------- |
| Євген Рудаков          | 29       | 21п      | 3        | 0        | 4        | 3п       | 36       | 24п      |
| Валерій Самохін        | 2        | 3п       | 3        | 3п       |          |          | 5        | 6п       |
| Захисники              |          |          |          |          |          |          |          |          |
| Михайло Фоменко        | 30       | 0        | 4        | 0        | 4        | 0        | 38       | 0        |
| Стефан Решко           | 30       | 0        | 4        | 0        | 4        | 0        | 38       | 0        |
| Віктор Матвієнко       | 29       | 0        | 3        | 0        | 4        | 0        | 36       | 0        |
| Володимир Трошкін      | 25       | 2        | 4        | 0        | 2        | 0        | 31       | 2        |
| Валерій Зуєв           | 10       | 0        | 4        | 0        | 2        | 0        | 16       | 0        |
| Віктор Кондратов       | 3        | 0        | 1        | 0        |          |          | 4        | 0        |
| Олександр Дамін        | 2        | 0        |          |          |          |          | 2        | 0        |
| Руслан Ашибоков        | 1        | 0        | 1        | 0        |          |          | 2        | 0        |
| В'ячеслав Головін      | 1        | 0        |          |          |          |          | 1        | 0        |
| Олександр Бойко        |          |          | 1        | 0        |          |          | 1        | 0        |
| Півзахисники           |          |          |          |          |          |          |          |          |
| Леонід Буряк           | 29       | 5        | 5        | 1        | 2        | 0        | 36       | 6        |
| Віктор Колотов         | 28       | 7        | 4        | 0        | 4        | 0        | 36       | 7        |
| Володимир Веремєєв     | 27       | 1        | 4        | 0        | 4        | 0        | 35       | 1        |
| Володимир Мунтян       | 22       | 2        | 4        | 2        | 3        | 1        | 29       | 5        |
| Віктор Маслов          | 16       | 0        | 1        | 0        | 2        | 0        | 19       | 0        |
| Юрій Ковальов          | 5        | 0        | 2        | 1        |          |          | 7        | 1        |
| Станіслав Кочубинський | 3        | 0        | 1        | 0        |          |          | 4        | 0        |
| Нападники              |          |          |          |          |          |          |          |          |
| Олег Блохін            | 29       | 20       | 4        | 3        | 4        | 3        | 37       | 26       |
| Володимир Онищенко     | 27       | 11       | 3        | 1        | 4        | 3        | 33       | 15       |
| Анатолій Шепель        | 20       | 1        | 4        | 0        | 2        | 0        | 26       | 1        |
| Віталій Шевченко       | 2        | 0        | 1        | 1        |          |          | 3        | 1        |
| Микола Пінчук          |          |          | 1        | 0        |          |          | 1        | 0        |

У списку «33 кращих гравців СРСР»: Володимир Трошкін, Михайло Фоменко, Віктор Матвієнко, Володимир Веремєєв, Віктор Колотов, Володимир Онищенко, Олег Блохін (№1), Євген Рудаков (№2).

## Турнір дублерів
| М  | Команда                    | І  | В  | Н  | П  | М     | О  |
| -- | -------------------------- | -- | -- | -- | -- | ----- | -- |
|    | «Динамо» (Київ)            | 30 | 19 | 8  | 3  | 50-19 | 46 |
|    | «Динамо» (Москва)          | 30 | 17 | 9  | 4  | 62-31 | 43 |
|    | «Чорноморець» (Одеса)      | 30 | 15 | 6  | 9  | 63-42 | 36 |
| 4  | «Торпедо» (Москва)         | 30 | 11 | 13 | 6  | 35-24 | 35 |
| 5  | «Спартак» (Москва)         | 30 | 12 | 8  | 10 | 32-28 | 32 |
| 6  | «Кайрат» (Алма-Ата)        | 30 | 12 | 8  | 10 | 38-35 | 32 |
| 7  | «Зеніт» (Ленінград)        | 30 | 13 | 6  | 11 | 47-50 | 32 |
| 8  | «Шахтар» (Донецьк)         | 29 | 11 | 8  | 10 | 34-27 | 30 |
| 9  | «Арарат» (Єреван)          | 29 | 10 | 10 | 9  | 37-34 | 30 |
| 10 | ЦСКА (Москва)              | 30 | 8  | 12 | 10 | 43-43 | 28 |
| 11 | «Пахтакор» (Ташкент)       | 30 | 8  | 10 | 12 | 37-44 | 26 |
| 12 | «Ністру» (Кишинів)         | 30 | 9  | 8  | 13 | 46-58 | 26 |
| 13 | «Карпати» (Львів)          | 30 | 6  | 11 | 13 | 23-40 | 23 |
| 14 | «Динамо» (Тбілісі)         | 30 | 5  | 10 | 15 | 34-55 | 20 |
| 15 | «Дніпро» (Дніпропетровськ) | 30 | 4  | 12 | 14 | 26-52 | 20 |
| 16 | «Зоря» (Ворошиловград)     | 30 | 6  | 7  | 17 | 32-57 | 19 |

Автори забитих м'ячів:
- 10 — Юрій Ковальов;
- 9 — Микола Пінчук;
- 8 — Віталій Шевченко;
- 5 — Володимир Плоскіна;
- 4 — Володимир Лозинський;
- 3 — Станіслав Кочубинський;
- 2 — Олександр Бойко, Олександр Дамін, Олег Серебрянський;
- 1 — Анатолій Марченко, В'ячеслав Семенов, В'ячеслав Головін, Петренко.

Один м'яч у власні ворота забив Олександр Кошлатенко з дніпропетровського «Дніпра».